# Tušice
Tušice (ungarisch Tusa – bis 1907 Tussa) ist eine Gemeinde im Osten der Slowakei mit 667 Einwohnern (Stand 31. Dezember 2024), die zum Okres Michalovce, einem Teil des Košický kraj, gehört und in der traditionellen Landschaft Zemplín liegt.

## Geographie
Die Gemeinde befindet sich im Ostslowakischen Tiefland, in der Untereinheit Ostslowakische Ebene, auf einem Aggradationsdeich am rechten Ufer der Ondava. Das Ortszentrum liegt auf einer Höhe von 109 m n.m. und ist 11 Kilometer von Sečovce sowie 18 Kilometer von Michalovce entfernt.
Nachbargemeinden sind Parchovany im Norden, Moravany im Osten, Tušická Nová Ves im Süden und Dvorianky im Westen.

## Geschichte
Tušice wurde zum ersten Mal 1221 als Tuka schriftlich erwähnt, weitere historische Bezeichnungen sind unter anderen Tussa (1340), Toussa (1428), Tusa (1460) und Tussycze (1773). Das Dorf war zuerst Besitz des Landadels, ab 1410 mehrerer Gutsherren, im Jahr 1750 der Familien Péchy, Kéry, Bán und anderer, im 19. Jahrhundert des Geschlechts Andrássy.
1715 gab es fünf verlassene und neun bewohnte Haushalte. 1828 zählte man 70 Häuser und 524 Einwohner, es gab eine Ziegelei im Ort. Von 1900 bis 1910 wanderten viele Einwohner aus.
Bis 1918/1919 gehörte der im Komitat Semplin liegende Ort zum Königreich Ungarn und kam danach zur Tschechoslowakei beziehungsweise heute Slowakei. In der Zeit der ersten tschechoslowakischen Republik waren die Einwohner als Landwirte beschäftigt. Nach dem Zweiten Weltkrieg wurde die örtliche Einheitliche landwirtschaftliche Genossenschaft (Abk. JRD) im Jahr 1959 gegründet, ein Teil der Einwohner pendelte zur Arbeit nach Košice, Michalovce, Sečovce und Trebišov.

## Bevölkerung
| Jahr                | 1994 | 2004    | 2014    | 2024    |
| ------------------- | ---- | ------- | ------- | ------- |
| Anzahl der Personen | 688  | 696     | 689     | 667     |
| Unterschied         |      | +1,16 % | −1,00 % | −3,19 % |

| Jahr                | 2023 | 2024    |
| ------------------- | ---- | ------- |
| Anzahl der Personen | 666  | 667     |
| Unterschied         |      | +0,15 % |

Nach der Volkszählung 2011 wohnten in Tušice 705 Einwohner, davon 697 Slowaken, drei Russinen und ein Tscheche. Ein Einwohner gab eine andere Ethnie an und drei Einwohner machten keine Angabe zur Ethnie.
268 Einwohner bekannten sich zur römisch-katholischen Kirche, 259 Einwohner zur reformierten Kirche, 65 Einwohner zur griechisch-katholischen Kirche, 48 Einwohner zu den Zeugen Jehovas, 11 Einwohner zur Evangelischen Kirche A. B., drei Einwohner zur orthodoxen Kirche und zwei Einwohner zur evangelisch-methodistischen Kirche. 31 Einwohner waren konfessionslos und bei 18 Einwohnern wurde die Konfession nicht ermittelt.

## Bauwerke und Denkmäler
- römisch-katholische Kirche
- reformierte (calvinistische) Kirche

## Wirtschaft und Verkehr
Durch Tušice führt die Cesta III. triedy 3737 („Straße 3. Ordnung“) zwischen Dvorianky und Horovce.  Der nächste Bahnanschluss ist in Dvorianky an der Bahnstrecke Trebišov–Vranov nad Topľou, seit 2003 wird der dortige Bahnhof im regelmäßigen Personenverkehr nicht mehr angefahren. Der nächste angefahrene Bahnhof ist in Bánovce nad Ondavou an der Bahnstrecke Michaľany–Łupków.